# Kerzenheimer Bach
Der Kerzenheimer Bach ist ein gut 3 km langer, orographisch linker Zufluss des Rodenbachs auf der Ortsgemarkung von Kerzenheim im rheinland-pfälzischen Donnersbergkreis.

## Geographie

### Verlauf
Der Kerzenheimer Bach entspringt ganz im Norden der Gemarkung der namensgebenden Ortsgemeinde Kerzenheim in etwas über 260 m ü. NHN an der Westseite der von Göllheim im Norden südwärts nach Kerzenheim führenden Landesstraße 449. Seine ersten etwa 700 Meter läuft er als kahler Rain- und Weggraben in etwas Abstand von der Straße, bis sich zum ersten Mal höherer Bewuchs an seinem Ufer zeigt.
Nach etwa 1,6 km tritt der Kerzenheimer Bach nach Unterqueren der Landesstraße nahe der Auffahrt auf die B 47 in den Siedlungsbereich Kerzenheims ein, wo er verdolt wird. Hier ist er nur noch 500 m Luftlinie vom Rodenbach entfernt, von dessen Aue ihn nur ein niedriger Hügelzug trennt, und knickt in dessen Laufrichtung nach Osten ab, wobei sich seine Geschwindigkeit beträchtlich verringert. Östlich der Gustav-Heinemann-Straße fließt er zwischen jüngerer Wohnbebauung und am Ortsrand wieder offen. Hier und auf dem noch folgenden halben Kilometer Unterlauf über freies Feld ist er überwiegend Weggraben ohne Gehölzbewuchs.
Nach insgesamt 3,2 km mündet der Kerzenheimer Bach von links und auf knapp 190 m Höhe in den Rodenbach, kurz bevor dieser die Landesstraße nach Ebertsheim (L 452) unterquert.

### Einzugsgebiet
Der Kerzenheimer Bach entwässert 2,6 km² im Übergangsbereich von Göllheimer Hügelland im Norden, Stumpfwald im Westen und Eisenberger Becken im Süden in insgesamt südöstlicher Richtung zum Rodenbach. Ein kleiner Teil des Gebietes an seinem Westrand sind bewaldete Hügel des Stumpfwaldes, der nächstgrößere ist die Siedlungsfläche des namensgebenden Kerzenheim, der größte besteht aus Acker- und Feldflur. Im Nordwesten grenzt das Einzugsgebiet des Rothenbergerbachs westlich von Göllheim an, im Norden und Nordosten das des Königsgrabens, der diesen Ort durchfließt; beide entwässern über den Hasenbach in die Pfrimm. Im Südosten konkurriert der kurze Kerzenheimer Steinbach, der wenig abwärts vom Kerzenheimer Bach auch in den Rodenbach fließt, im Süden dieser selbst. Im Südwesten läuft das Langental anscheinend ohne dauerhafte Entwässerung zur Rodenbach-Aue, hinter dem Schneckenberg, in dessen Norden auf dem Ostsporn des Göllheimer Kriegsberges der mit etwa 305 m höchste Punkt im Einzugsgebiet liegt.